# Sabaton
A Sabaton egy svéd heavy metal/skandináv power metal együttes, amely 1999-ben alakult Falunban és azóta nyolc stúdióalbumot, két válogatáslemezt, egy koncertalbumot és két élő DVD/Blu-ray kiadványt adott ki. Számaik többsége történelmi harcokat, háborúkat dolgoz fel. Epikus hangzásukat kórusokkal teszik teljessé. Dalaikban gyakran jelennek meg gitárszólók, szintetizátorszólók. Az együttes neve a lovagi páncélzat lábfejet védő vassarujából származik.

## Története
Első demójukat Fist for Fight néven rögzítették Peter Tägtgren Abyss nevű stúdiójában. A demó hetek alatt elfogyott. Ezután leszerződtek az olasz Underground Symphony-vel, stúdióba vonultak, majd újra felvették a Fist for Fightot, amit 2001-ben ki is adtak. Az album nem aratott sikert, ami elkedvtelenítette a tagokat, és így nem tudták kiadni a Metalizert, ami a debütalbum lett volna.
2004-ben, amikor még mindig nem tudták kiadni az albumot, nem adták fel, és felvettek egy demó anyagot Panzer Battalion néven. A demó pozitív visszajelzései után a zenekar úgy döntött, hogy felvesz egy lemezt saját költségén, így született meg a Primo Victoria. A lemezre több kiadó is azonnal le akart csapni, végül a svéd Black Lodge-hoz szerződött a csapat. 2005-ben a Primo Victoria hatalmas sikert aratott mint debütalbum, és az együttes egyre ismertebbé vált Svédországban, majd pedig mind nagyobb és nagyobb klubokban léptek fel, és már nem csak hazájukban, hanem adtak néhány külföldi koncertet is.
2006. január 27-től március 7-ig a csapat egy hat hetes európai turnéra indult az Edguy-jal és a DragonForce-szal, melyen a Primo Victoria lemezüket mutatták be a közönségnek. A turné után az együttes ismét stúdióba vonult és rögzítette második lemezét, Attero Dominatus néven, mely 2006. július 28-án jelent meg szintén a Black Lodge kiadónál. 2006. július 29-én tartotta a zenekar az Attero Dominatus lemezbemutató koncertjét Falunban, majd pedig az album turnéja is ebben az évben indult útnak: 80 koncert, több mint 20 országban… a számok magukért beszélnek. A turnén koncerteztek többek között a Lordival, és a Bullettel.
2007. január 17-én az együttes folytatta az Attero Dominatus album európai turnéját, a Conquering Europe turnét, melynek keretén belül 2007. február 4-én első koncertjüket adták Magyarországon is, a Therion és a Grave Digger vendégeként. Ez a körút 2007. február 18-ig tartott, és ez volt az első nagyobb turné, melyen az európai közönség megismerhette a Sabatont és ami ismertté tette nemzetközi szinten is.
A sikereknek köszönhetően 2007 márciusában végre kiadhatták a 2 CD-s Metalizer debütalbumukat, ami tartalmazza a Fist for Fight teljes anyagát is. Ezt a kiadványt főleg a rajongóknak szánt extra lemeznek tekintik. 2007 májusában megkezdték a Metalizer lemez európai turnéját, a Metalizing Europe turnét. A nyár folyamán több neves fesztiválon is felléptek (pl. Masters of Rock, Graspop, Sauna Open Air), és a turnénak volt magyar állomása is, 2007. július 6-án az Alhana Tábor Metal Fesztivál elnevezésű rendezvény főzenekaraként léptek fel Mátrafüreden, ahol már teljes programot játszottak. A turné egészen december végéig tartott, ahol a Helloween, valamint a Gamma Ray vendégeként is játszottak Csehországban.
2008 januárjában, miután kiturnézták magukat, az együttes elérkezettnek látta az időt egy új lemez felvételére. A lemez a The Art of War (magyarul A Háború Művészete) nevet kapta, ami a Kr.e. 6. században, Sun Tzu által írt katonai értekezés alapján készült. Az album dalai az értekezés egy-egy fejezetét ölelik fel. A lemezt szintén a svéd Abyss stúdióban rögzítették, és egy az eddigieknél erősebb, keményebb hangzást is kapott, több szintetizátorjátékkal, több kórussal tarkítva. Az album felvételei közben újabb magyarországi koncertet adott a zenekar, 2008. március 22-én a Budapesten, az Avalon klubban megrendezett Húsvéti Metal Vihar elnevezésű koncerten léptek fel a Brainstorm, a Pagan's Mind, és több magyar zenekar társaságában. A koncerten két dalt is eljátszottak Joakimék a készülő új lemezről (Ghost Division, The Art of War).
A lemez május 30-án került a boltok polcaira, és szintén jó visszhangot kapott a sajtóban. A HammerWorld magazinban 10/10-es pontszámot ért el.
A zenekar 2008 nyarán szintén több fesztiválon is fellépett (pl. Sweden Rock, Metaltown, Graspop, Masters of Rock, Wacken). 2008. június 14-én tartották a The Art of War album hivatalos lemezbemutató koncertjét a svédországi Rockstad Falun fesztiválon, ami később a saját fesztiváljuk is lett. Valamint 2008. augusztus 14-én újabb magyar koncertet adtak a Budapesten megrendezett Sziget fesztiválon.
2008 második felében az együttes újra európai turnéra indult, ám már mint főzenekar. A turné a The Art of Live nevet kapta, ami egészen 2009. december 14-ig tartott. 2008. november 11-én egy speciális koncertet adott az együttes Lengyelországban, Lengyelország függetlenségi napján, Gdanskban.
2009 nyarán ugyancsak felléptek több fesztiválon is, amiken még eddig nem, például a Bloodstock Open Airen Angliában. Ezen kívül február 26-án indult újabb európai turnéra az együttes a Hammerfall vendégeként, aminek keretében április 12-én újra felléptek Magyarországon is, a budapesti Petőfi csarnokban. 2009. december közepétől befejezte nagy turnéját a zenekar, amely csaknem 160 koncertet tartalmazott, és 2010. január 4-én hivatalosan is elkezdték az új album felvételeit, mely 2010. május 21-én jelent meg, már a Nuclear Blast Recordsnál.
2010-ben az együttes fellépett többek között a Magyarországon is megrendezett Metalfest Open Airen, május 21-23. között. A Sabaton május 22-én lépett fel a budapesti Metalfesten, Csillebércen, majd pedig május 23-án délelőtt a Metalfest jóvoltából a legszerencsésebbek együtt ünnepelhették meg a zenekar tagjaival új albumuk, a Coat of Arms megjelenését egy dunai csatahajókázással, aminek keretében egy speciális koncertet adtak, valamint exkluzív dedikálás és fotózkodás is volt.
Az együttes az új album első videóklipjét az Uprising dalra forgatta, amit 2010. augusztus 1-én, a Varsói felkelés 66. évfordulóján tettek közzé hivatalos honlapjukon. A klipben szerepel Peter Stormare ismert svéd színész, aki többek között A szökés című sorozatban is játszott.
A nyári fesztiválkoncertek után pedig ősszel következett a Coat of Arms turnéja, aminek keretén belül először adtak teljes műsoros klubkoncertet Magyarországon, Budapesten november 14-én a Club 202-ben, melynek vendégzenekarai az Alestorm, és a Steelwing voltak. A World War elnevezésű turné első fele 2010. augusztus 27-én indult Izraelben, és egészen december 18-ig tartott.
A zenekar honlapján közzétette, hogy megvásárolta a lemezeik kiadási jogait, és 2010. szeptember 24-én kiadták az első 4 lemezük (Primo Victoria, Attero Dominatus, Metalizer, The Art of War) ún. Re-Armed speciális verzióját. Mindegyik lemezt remixelték, valamint további 4-6 exkluzív, eddig még ki nem adott bónuszdal kapott helyet rajtuk lemezenként. Az új dalok mellé új külsőt is kaptak az albumok, új szövegkönyvvel, borítóval, valamint poszterrel együtt.
Az együttes 2011-ben is folytatta a Coat of Arms lemez turnéját, a World War turnét. A turné 2011. március 3-án egy újabb európai körúttal folytatódott, aminek keretén belül néhány olyan ország is helyet kapott, ahol előtte még nem játszottak Joakimék. Ezeken az állomásokon az együttes egyik gitárosa, Rikard Sundén nem vett részt, mert kisfia született. Helyette a DragonForce basszusgitárosa, Frédéric Leclercq segítette ki a csapatot. Az európai körút utolsó néhány állomásán doboscsere is történt, mert Daniel Mullback dobos térde megsérült, és haza kellett utaznia Svédországba. Ezeken az állomásokon egy svéd barátjuk, Robban Bäck segítette ki őket és dobolt Mullback helyett.
Az európai körút után pedig következett az első észak-amerikai körút, amelyet az Accept vendégeként tett meg a zenekar. A körút április 9. és május 7. között tartott. Ezek után egy újabb olyan ország következett, ahol még nem lépett fel a Sabaton, mégpedig Oroszországban játszottak a Scorpions vendégeként egy 10 állomásos miniturné keretében.
Az oroszországi koncertek után a szokásos nyári fesztiválfellépések következtek, melynek alkalmával újra felléptek Magyarországon is, az újból megrendezett Metalfest Open Airen. A Sabaton a fesztivál egyik főzenekaraként lépett fel június 4-én a csillebérci tábor területén megrendezett fesztiválon. A nyári fesztiválfellépések mellett Joakimék több olyan koncertet is adtak, amelynél egy-egy legendás együttes vendég- vagy nyitózenekaraként léptek fel: például az Iron Maiden vendégeként Svédországban, vagy a Judas Priest vendégeként Németországban.
A nyári fesztiválok közül természetesen nem maradhatott ki a 'hazai' fesztiváljuk, a Rockstad Falun, amelyet több neves vendég meghívásával (Udo Dirkschneider, Chris Boltendahl, Frédéric Leclercq, valamint a Van Canto) tettek színesebbé és élvezetesebbé.
2011. augusztus 5-én megjelent a zenekar első koncertkiadványa World War Live: Battle of the Baltic Sea címmel. A kiadvány 2CD+DVD formátumban is elérhető, amelyen a fő koncert a 2010-es Sabaton Cruise hajón lett rögzítve. A DVD-n pedig az együttes 2008-as Rockstad faluni koncertje látható, valamint 3 videóklip a Coat of Arms albumról (Coat of Arms, Screaming Eagles, Uprising).
Az év második felében is a koncertezésé volt a főszerep a Sabatonnál. Szeptember folyamán felléptek Lengyelországban néhány koncert erejéig, majd pedig a Power of Metal turné második szakaszának főbandájaként lehetett őket látni a Grave Digger, Powerwolf és a Skull Fist társaságában. Ezek után egy újabb amerikai körút következett, ezúttal a szintén svéd Evergrey vendégeként.
Az amerikai körútról visszatérve pihenőre vonult a csapat, és elkezdték az új albumuk írását. Még adott három, a World War turnét lezáró koncertet az együttes 2011-ben, az egyik a 2010-ben rendkívül jól sikerült Sabaton Cruise hajós koncertjük volt, amely egy, Svédország és Finnország között a Balti-tengerre kihajózott hajón történt. A turné utolsó állomása pedig Antwerpenben volt december 18-án. Az utolsó koncertek végén látható volt egy molinó, rajta az új album borítójával, és címével.
Az együttes új albuma Carolus Rex címmel jelent meg 2012. május 25-én. Az album ezúttal a Svéd Birodalom 1561-1721 közé eső szakaszáról, és II. Gusztáv Adolf (Gustavus Adolphus), valamint XII. Károly (Carolus Rex) svéd királyokról, a karolin hadseregről és többek között a Harmincéves háborúról szól. A zenekar történetében először az új lemez nem csak angolul, hanem svéd nyelven is megjelent. A Carolus Rex album témáinak megírásakor egy híres svéd történész is segítette a csapatot, Bengt Liljegren, hogy minél hitelesebben tudják visszaadni a dalok a történéseket. Az új album lemezbemutató koncertje Amerikában volt, Los Angelesben.
2012. április 10-től ezúttal főzenekarként indultak észak-amerikai turnéra Joakimék, a Swedish Empire turné keretében. Valamint több 2012-es fesztiválon is részt vettek (Fezen, Graspop, Masters of Rock, Metaltown, Bang Your Head, Metalcamp és persze a Rockstad Falun). 2012. augusztus 2-án a zenekar újra fellépett Magyarországon is, ezúttal a székesfehérvári Fezen fesztiválon. A 2012-es csehországi Masters of Rock fesztiválon egy vadonatúj, csak erre az alkalomra írt számot is eljátszottak, a Far from the Fame-et, amellyel egy cseh háborús hős, Karel Janoušek előtt tiszteleg a zenekar.
2012. március 30-án a zenekar hivatalosan is megerősítette a honlapján, hogy megválik négy tagjától (Oskar Montelius - gitár, Rikard Sundén - gitár, Daniel Mullback - dob, valamint Daniel Myhr - billentyű), és Joakim Brodén Pär Sundströmmel együtt viszi tovább a Sabatont. 2012. április 2-án a zenekar hivatalos honlapján bejelentette az újonnan érkezett tagokat: Chris Rörland - gitár, Thobbe Englund - gitár, valamint Robban Bäck - dob. Az új billentyűs keresése még folyamatban van, amíg meg nem találják, addig a koncerteken a korábban Daniel Myhr által feljátszott témákat fogják digitálisan játszani. A Sabatonból kivált négy tag új zenekart alapított Civil War néven, Nils Patrik Johansson énekes (Astral Doors, Wuthering Heights) és Stefan 'Pizza' Eriksson basszusgitáros társaságában.
A nyári fesztiválfellépések után elkezdődött a Carolus Rex album európai lemezbemutató turnéja, a Swedish Empire turné. A körút első szakasza 2012. augusztus 30-án kezdődött Izraelben, és 2012. december 22-én ért véget Svédországban. A turnén a svájci Eluveitie, valamint a magyar Wisdom kísérte a Sabatont. 2012. szeptember 14-én a berlini Metal Hammer gálán a zenekar megnyerte a Legjobb koncertzenekarnak járó díjat. A Swedish Empire turné első európai körútjából három koncertet (London, Oberhausen, Göteborg) rögzített a zenekar, melyek az első élő DVD/Blu-ray kiadványukon lesznek rajta. A svédországi Göteborg városában adta a Sabaton az eddigi legnagyobb közönség előtti teljes műsoros koncertjét, mintegy 6000 rajongó előtt.
Robban Bäck dobos egy időre megszakította a turnézást a zenekarral, mert gyermeke született. Helyét a turnén Snowy Shaw (King Diamond, Dream Evil, Mercyful Fate, Therion) vette át a 2012. november 22-ei finnországi koncertektől kezdődően. Már a göteborgi koncert utolsó számában (Metal Crüe) bemutatták a közönségnek Shawt.
A 2013-as évet a zenekar egy ausztrál miniturnéval, valamint egy újabb észak-amerikai körúttal indította januárban, melyek szintén a Swedish Empire turné állomásaihoz tartoztak. 2013. február 22-én a Stockholmban megrendezett Bandit Rock Awards gálán az együttes mindhárom díjat megnyerte, amelyben jelölték (Legjobb svéd album, Legjobb svéd koncertzenekar, Legjobb svéd zenekar). 2013. március 1-én kezdődött a Swedish Empire turné második európai körútja, melynek keretében március 22-én az együttes újfent fergeteges koncertet adott Magyarországon is, Budapesten, a Petőfi csarnokban. Ez a turné 2013. március 27-én ért véget, melyen ezúttal is a svájci Eluveitie, valamint a magyar Wisdom kísérte Joakimékat. A pesti állomáson a magyar Wisdom hosszabb programot játszhatott, valamint az utolsó számnál (Live Forevermore) Chris Rörland, a Sabaton gitárosa vendégszerepelt a Wisdom legénységével.
2013 májusától az együttes a szokásos nyári fesztiválfellépésekkel folytatta a Swedish Empire turnét. Több állomáson is az Iron Maiden előzenekaraként léptek fel, valamint július 28-án a magyarországi Balatonszemesen megrendezett Rockbeach fesztivál utolsó napjának zárókoncertjét adták. 2013. augusztus 1-én megjelent az együttes 40:1 dalának lengyel kislemeze, melyen a dal lengyel verziója is megtalálható. Joakimék augusztus 17-én, a saját fesztiváljukon (ami most már a Sabaton Open Air - Rockstad Falun nevet viseli) idén a teljes The Art of War lemezt eljátszották. 2013. szeptember 20-án megjelent a Sabaton első DVD/Blu-Ray kiadványa Swedish Empire Live címmel. 2013. november 13-án az együttes bejelentette, hogy 2014. április 4-től május 16-ig észak-amerikai turnéra indul az Iced Earth és a ReVamp társaságában. 2013. november 18-án bejelentették, hogy doboscsere történt a zenekarban. Robban Bäck nem tért vissza a Sabatonba, és Snowy Shaw sem lett állandó tag, hanem Hannes Van Dahl lett az együttes új dobosa, aki korábban az Evergrey zenekarban játszott. 2013. november 28-án került megrendezésre a most is telt házas Sabaton Cruise, melynek ismét egy, a Balti-tengerre kihajózott emeletes hajó adott helyszínt. A koncerten két szettes, speciális műsort játszott a zenekar. A koncert végén ismét látható volt az új album borítójának molinója. 2013. december 14-én adta a Sabaton az év utolsó koncertjét a németországi Knock Out fesztiválon, amely a Swedish Empire turné zárókoncertje is volt egyben.
2014. január elején Joakimék stúdióba vonultak, hogy rögzítsék következő albumukat. 2014. január 8-án a honlapjukon bejelentették, hogy a következő nagylemezük Heroes címmel fog megjelenni májusban. Az album május 16-án jelent meg, és a To Hell and Back című dalra forgatták az első videóklipet a lemezről, amit május 15-én elérhetővé is tettek az oldalukon. Az észak-amerikai turné mellett pedig közzétettek egy svéd és egy dél-amerikai turnét, valamint nyári fesztiválfellépéseket is, aminek keretében többek között július 12-én a pécsi Rockmaraton fesztiválon is felléptek. A nyári fesztiválkoncerteken új színpadképpel lépett már fel a Sabaton, a színpad közepén egy nagy harckocsin található a dobfelszerelés, valamint teljes színpad- és látványképpel, pirotechnikával szórakoztatta a közönséget az együttes.
A svédországi turné keretén belül 2014. augusztus 16-án a zenekar fellépett a saját fesztiválján, a Sabaton Open Airen, ahol a teljes Carolus Rex albumot eljátszották svéd nyelven, így kedveskedve a hazai közönségüknek.
2014. szeptember 3-án megkezdődött az együttes első önálló dél-amerikai turnéja, mely szeptember 21-ig tartott. A dél-amerikai turné egy észak-amerikai körúttal folytatódott 2014. szeptember 25-től november 10-ig, majd pedig megkezdődött a Heroes on Tour elnevezésű turné európai körútja is, november 23-tól, a már szintén hagyományosnak mondható saját hajós koncertjükkel, a Sabaton Cruise-szal, amely szintén telt házas volt. Az őszi európai turné december 20-ig tartott, majd pedig 2015. január 8-án folytatódott. A turné keretében 2015. január 25-én ismét felléptek Budapesten is Joakimék, a Petőfi csarnokban, amit a pécsi Rockmaraton fesztiválon jelentettek be. Az őszi és tavaszi európai turné vendégzenekarai a finn Battle Beast és a holland Delain voltak. Az európai körút egészen március 29-ig tartott, majd pedig újabb észak-amerikai turné következett április 9-től május 16-ig.
2015. május 12-én az együttes a hivatalos honlapján bejelentette, hogy saját rádióállomása indul a svédországi Bandit rádióval közös kooperációban. A svéd rádióállomás neve Sabaton On Air, és online, interneten keresztül is elérhető, hallgatható. A rádió többségében Sabaton számokat játszik, illetve azon zenekarok számait, akik eddig felléptek a saját fesztiváljukon, a Sabaton Open Airen. A zenék mellett élő és felvételről sugárzott interjúk, beszélgetések, érdekességek hallhatók a zenekarok tagjaival, többnyire svéd nyelven.
2015. május 31-én megkezdődött a zenekar nyári fesztiválturnéja, mely keretében egyaránt felléptek nevesebb és kisebb fesztiválokon. Június 6-án a bécsi Rock in Vienna fesztiválon először lépett fel az együttes nagyzenekari kísérettel. Joakimékat a prágai szimfonikusok kísérték a koncerten (Bohemian Symphony Orchestra Prague). Július 17-én bejelentették, hogy egy későbbi DVD/Blu-ray koncertkiadványhoz rögzíteni fogják a 2015-ös Sabaton Open Aires és a Wackenes koncertjüket. Július 25-én a németországi Gelsenkirchenben a zenekar egy egynapos saját "fesztivált" tartott, Sabaton Open Air-Noch Ein Bier Fest néven, melyen a Sabaton mellett a Powerwolf, a Korpiklaani, a Civil War és a Bloodbound is felléptek. A fesztiválfellépések között újfent meglátogatták Magyarországot is, 2015. július 30-án a székesfehérvári Fezen fesztiválon léptek fel. Augusztus 21-én a zenekar Szevasztopolban adott speciális exkluzív koncertet, a második világháború 70. éves évfordulója alkalmából. Október 11-én első koncertjüket adták Japánban, a Loud Park fesztiválon, december 17-én pedig a megint csak telt házas saját hajós koncertjük (Sabaton Cruise) volt az utolsó előtti 2015-ben, mielőtt december 19-én, a finnországi Espooban fejezték volna be az évet. 2015. december 1-én bejelentették a honlapjukon, hogy a svéd Paradox Interactive játékkiadóval együttműködve az együttes a zenéjét az Europa Universalis IV. számítógépes játékhoz kölcsönzi. A játék zenéjében 5 Sabaton dal lesz hallható: A Lifetime of War, The Art of War, The Lion from the North, Carolus Rex és a Karolinens Bön.
2015. december 9-én a zenekar bejelentette, hogy 2016. március 4-én fog megjelenni a második DVD/Blu-ray koncertkiadványuk, a Heroes on Tour, a Nuclear Blast gondozásában. A kiadvány többféle verzióban is megvásárolható: CD, 2 DVD+CD digi, 2 Blu-ray+CD digi, 2 DVD+ 2 Blu-ray+ CD Earbook, 2 lemezes bakelit. Az első lemezen a 2015-ös Sabaon Open Aires koncertjük található teljes egészében, a második lemezen pedig a 2015-ös Wacken fesztiválos koncert, további extrákkal fűszerezve.
2016. február 5-én folytatódott a Heroes on Tour turnéja egy második európai körúttal, amely március 30-ig tartott. 2016. március 4-én megjelent a zenekar második DVD/Blu-ray koncertkiadványa, a Heroes on Tour. Németország több városában is moziban is meg lehetett nézni a Heroes on Tour Wacken fesztiválos koncertjét a hivatalos megjelenés előtti napon (március 3-án). 2016. április 29-én az együttes bejelentette a hivatalos honlapján, hogy augusztus 19-én jelenik meg az új albumuk, The Last Stand címmel, valamint közzétették az album borítóját is. 2016. május 30-án bejelentették az új album turnéjának, a The Last Tournak az első állomásait, valamint, hogy a turnén a speciális vendégzenekar a legendás német Accept lesz. 2016. június 6-án bejelentették, hogy a szintén a Paradox játékkiadóval kötött együttműködés alapján az újonnan kiadott Hearts of Iron IV. számítógépes játék zenéjéhez is kölcsönöztek 5 dalt Joakimék. 2016. június 10-én elérhetővé vált az első dal az új albumról (The Lost Battalion), valamint nyilvánosságra hozták az album dallistáját és megjelenési verzióit is.
2016. május 27-én Dortmundban megkezdődött a Sabaton nyári fesztiválturnéja, június 11-én, a Sweden Rock fesztivál főzenekaraként léptek fel és mutatták be először élőben az új album The Lost Battalion dalát.
A The Last Tour európai turnéja 2017. január 7-én fog kezdődni Oberhausenben és március 5-én magyarországi állomása is lesz, Budapesten a Barba Negra Music Clubban fog fellépni a zenekar az Accept társaságában.

## Jelenlegi tagok
- Joakim Brodén – énekhang (1999–), szintetizátor (1999–2005) (2012-napjainkig)
- Pär Sundström – basszusgitár és háttérvokál (1999–napjainkig)
- Chris Rörland - gitár és háttérvokál (2012–napjainkig)
- Thobbe Englund –  gitár és háttérvokál (2012-2016, 2024-napjainkig)
- Hannes Van Dahl - dob és háttérvokál (2013–napjainkig)

## Korábbi tagok
- Richard Larsson - dob (1999–2001)
- Oskar Montelius – gitár és háttérvokál (1999–2012)
- Rikard Sundén – gitár és háttérvokál (1999–2012)
- Daniel Mullback – dob és háttérvokál (2001–2012)
- Daniel Myhr - billentyűs hangszerek és háttérvokál (2005–2012)
- Robban Bäck – dob (2012)
- Tommy Johansson - gitár és háttérvokál (2016–2024)

## Kísérő/turnézenészek, tagok
- Snowy Shaw – dob (2012–2013)
- Robban Bäck – dob (2011)
- Frédéric Leclercq – gitár (2011)
- Kevin Foley – dob (2011)

## Diszkográfia
| Cím                                      | Típus        | Megjelenés dátuma | Kiadó                                                    | Megjegyzés                                             |
| Fist for Fight                           | válogatás    | 2001, 2010        | Underground Symphony, Nuclear Blast (Metalizer Re-Armed) | korai demofelvételek újrakiadása                       |
| Primo Victoria                           | stúdióalbum  | 2005, 2010        | Black Lodge, Nuclear Blast (Re-Armed)                    |                                                        |
| Attero Dominatus                         | stúdióalbum  | 2006, 2010        | Black Lodge, Nuclear Blast (Re-Armed)                    |                                                        |
| Metalizer                                | stúdióalbum  | 2007, 2010        | Black Lodge, Nuclear Blast (Re-Armed)                    | 2002-es kiadatlan album                                |
| The Art of War                           | stúdióalbum  | 2008, 2010        | Black Lodge, Nuclear Blast (Re-Armed)                    |                                                        |
| Coat of Arms                             | stúdióalbum  | 2010              | Nuclear Blast                                            |                                                        |
| World War Live: Battle of the Baltic Sea | koncertalbum | 2011              | Nuclear Blast                                            |                                                        |
| Metalus Hammerus Rex                     | válogatás    | 2012              | Metal Hammer                                             | Német Metal Hammer Exkluzív CD Melléklet (2012. május) |
| Carolus Rex                              | stúdióalbum  | 2012              | Nuclear Blast                                            |                                                        |
| Swedish Empire Live                      | DVD/Blu-ray  | 2013              | Nuclear Blast                                            |                                                        |
| Heroes                                   | stúdióalbum  | 2014              | Nuclear Blast                                            |                                                        |
| Heroes on Tour                           | DVD/Blu-ray  | 2016              | Nuclear Blast                                            |                                                        |
| The Last Stand                           | stúdióalbum  | 2016              | Nuclear Blast                                            |                                                        |
| The Great War                            | stúdióalbum  | 2019              | Nuclear Blast                                            |                                                        |
| The War To End All War                   | stúdióalbum  | 2022              |                                                          |                                                        |